# Lupinus compactiflorus
Lupinus compactiflorus är en ärtväxtart som beskrevs av Joseph Nelson Rose. Lupinus compactiflorus ingår i släktet lupiner, och familjen ärtväxter. Inga underarter finns listade i Catalogue of Life.